# KwaNdebele
KwaNdebele fue un bantustán sudafricano implantado por el gobierno del apartheid.
El objetivo subyacente era formar un territorio semi-independiente donde ubicar los habitantes de la etnia matabele. Le fue otorgado autogobierno nominal en 1981. Inicialmente, la capital del territorio se estableció en Siyabuswa; en 1986, se decidió trasladarla a KwaMhlanga.
KwaNdebele fue reintegrada a Sudáfrica el 26 de abril de 1994.
- South Africa 1980/81 – Official Yearbook of the Republic of South Africa ISBN 0-908393-51-2, ISSN 0302-0681

- Datos: Q1433142
- Multimedia: KwaNdebele / Q1433142